# Stražeman
Stražeman is een plaats in de gemeente Velika in de Kroatische provincie Požega-Slavonië. De plaats telt 228 inwoners (2001).